# Heart by Heart
"Heart by Heart" é um balada pop gravada pela cantora de música pop Demi Lovato para a trilha sonora de City of Bones. A canção apresenta orquestral bombástico e com poderosos estilos de produção rock. As letras que descrevem um grande amor, seguindo a veia de contribuições de escritas anteriores de Diane Warren em I Don't Wanna Miss A Thing e There You'll Be.

## Recepção da crítica e comercial
A canção recebeu críticas positivas dos críticos após a seu lançamento. Tierney McAfee da Hollywood Life chamou "Heart by Heart" de a melhor canção de amor de verão "de longe", citando a produção dinâmica e vocais emotivos de Demi, que McAfee descrito como "empacotando um soco emocional grande".  O Huffington Post chamou a canção "assustadoramente bela" e elogiou a "poderosa" instrumentação baseada em piano.  Sam Lansky do Idolator elogiou Lovato "absolutamente vocais monstro" no "subindo balada", e sentiu a música foi hino, atraindo comparações com outras músicas de Warren. 
Apesar de não ter uma versão de single oficialmente promovido, "Heart by Heart" conseguiu chegar a 115 no UK Singles Chart.

## Desempenho nas tabelas musicais
| Tabela (2013)                  | Melhor posição |
| ------------------------------ | -------------- |
| Reino Unido (UK Singles Chart) | 115            |